# Westerwolde
Westerwolde é um município dos Países Baixos, situado na província de Groninga. Tem 280,65 km² de área e sua população em 2020 foi estimada em 25.719 habitantes.